# Discografia di Yui
Questa è la discografia della cantante giapponese Yui.

## Album

### Album in studio
| Anno | Dettagli                                                                                                   | Posizione in classifica | Certificazioni   |
| Anno | Dettagli                                                                                                   | JP                      | Certificazioni   |
| ---- | --- | ----------------------- | ---------------- |
| 2006 | From Me to You - Data di pubblicazione: 22 febbraio 2006 - Etichetta: Studioseven Recordings - Formati: CD | 4                       | - JP: Platino    |
| 2007 | Can't Buy My Love - Data di pubblicazione: 4 aprile 2007 - Etichetta: Studioseven Recordings - Formati: CD | 1                       | - JP: 3× Platino |
| 2008 | I Loved Yesterday - Data di pubblicazione: 9 aprile 2008 - Etichetta: Studioseven Recordings - Formati: CD | 1                       | - JP: 2× Platino |
| 2010 | Holidays in the Sun - Data di pubblicazione: 14 luglio 2010 - Etichetta: gr8!records - Formati: CD         | 1                       | - JP: Platino    |
| 2011 | How Crazy Your Love - Data di pubblicazione: 2 novembre 2011 - Etichetta: gr8!records - Formati: CD        | 1                       | - JP: Platino    |

### Raccolte
| Anno | Dettagli | Posizione in classifica | Certificazioni |
| Anno | Dettagli | JP                      | Certificazioni |
| ---- | --- | ----------------------- | -------------- |
| 2008 | My Short Stories - Data di pubblicazione: November 12, 2008 - Etichetta: Studioseven Recordings - Formati: CD | 1                       | - JP: Platino  |

## Singoli
| 2004 | It's Happy Line                                                                               | —— | ——      | My Short Stories    |
| 2005 | Feel My Soul                                                                                  | 8  | Oro     | From Me to You      |
| 2005 | Tomorrow's Way                                                                                | 15 | ——      | From Me to You      |
| 2005 | Life                                                                                          | 9  | ——      | From Me to You      |
| 2006 | Tokyo                                                                                         | 15 | ——      | From Me to You      |
| 2006 | Good-bye Days                                                                                 | 3  | Platino | Can't Buy My Love   |
| 2006 | I Remember You                                                                                | 2  | Oro     | Can't Buy My Love   |
| 2007 | Rolling Star                                                                                  | 4  | Oro     | Can't Buy My Love   |
| 2007 | Cherry                                                                                        | 2  | Oro     | Can't Buy My Love   |
| 2007 | My Generation/Understand                                                                      | 1  | Oro     | I Loved Yesterday   |
| 2007 | Love & Truth                                                                                  | 1  | Oro     | I Loved Yesterday   |
| 2008 | Namidairo                                                                                     | 3  | Oro     | I Loved Yesterday   |
| 2008 | Summer Song                                                                                   | 1  | Oro     | Holidays In The Sun |
| 2009 | Again                                                                                         | 1  | Oro     | Holidays In The Sun |
| 2009 | It's All Too Much/Never Say Die                                                               | 1  | Oro     | Holidays In The Sun |
| 2010 | Gloria                                                                                        | 1  | Oro     | Holidays In The Sun |
| 2010 | To Mother                                                                                     | 1  | Oro     | Holidays In The Sun |
| 2010 | Rain                                                                                          | 2  | Oro     | How Crazy Your Love |
| 2011 | It's My Life/Your Heaven                                                                      | 3  | Oro     | How Crazy Your Love |
| 2011 | Hello (Paradise Kiss)                                                                         | 3  | Oro     | How Crazy Your Love |
| 2011 | Green a.Live                                                                                  | 1  | Oro     | How Crazy Your Love |
| 2011 | "——" denotes a title that did not chart or did not receive a certification in that territory. |    |         | How Crazy Your Love |

## Album video
| Anno | Dettagli | Posizione in classifica | Certificazioni |
| Anno | Dettagli | JP                      | Certificazioni |
| ---- | --- | ----------------------- | -------------- |
| 2007 | Thank You My Teens - Data di pubblicazione: 14 novembre 2007 - Etichetta: Studioseven Recordings - Formati: DVD    | 4                       | - JP: Gold     |
| 2011 | Hotel Holidays in the Sun - Data di pubblicazione: 9 marzo 2011 - Etichetta: Studioseven Recordings - Formati: DVD | 2                       |                |

## Video musicali
| Anno | Titolo                    | Regista/i          |
| ---- | ------------------------- | ------------------ |
| 2004 | It's Happy Line           | Kazuyoshi Oku      |
| 2005 | Feel My Soul              | Takahiro Miki      |
| 2005 | Tomorrow's Way            | Takahiro Miki      |
| 2005 | Life                      | Takahiro Miki      |
| 2006 | Tokyo                     | Takahiro Miki      |
| 2006 | Good-bye Days             | Fuyu Arai          |
| 2006 | I Remember You            | Norihiro Koizumi   |
| 2007 | Rolling Star              | Takahiro Miki      |
| 2007 | Cherry                    | Takahiro Miki      |
| 2007 | My Generation             | Norihiro Koizumi   |
| 2007 | Understand                | Kensuke Kawamura   |
| 2007 | Love & Truth (Movie Ver.) | Takahiro Miki      |
| 2007 | Jam                       | Shigeaki Kubo      |
| 2008 | Namidairo                 | Takahiro Miki      |
| 2008 | Laugh Away                | Shigeaki Kubo      |
| 2008 | "Summer Song              | Shigeaki Kubo      |
| 2008 | "I'll Be                  | Shigeaki Kubo      |
| 2009 | Again                     | Shigeaki Kubo      |
| 2009 | "It's All Too Much        | Shigeaki Kubo      |
| 2009 | Never Say Die             | Shigeaki Kubo      |
| 2010 | Gloria                    | Shigeaki Kubo      |
| 2010 | to Mother                 | Shigeaki Kubo      |
| 2010 | Please Stay With me       | Tsuchiya Takatoshi |
| 2010 | Rain                      | Shigeaki Kubo      |
| 2011 | It's My Life              | Shigeaki Kubo      |
| 2011 | Hello (Paradise Kiss)     | Shigeaki Kubo      |
| 2011 | Green a.Live              |                    |
| 2011 | Lock On                   |                    |